# Zentralprojektion

Zentralprojektion eines Würfels

Parallelprojektion bzw. Zentralprojektion einer Häuserreihe

Mit Hilfe der Zentralprojektion stellt man in der darstellenden Geometrie anschauliche Bilder von räumlichen Objekten her. Im Gegensatz zur Parallelprojektion, in der man parallele Strahlen zur Projektion auf eine Ebene (Bildtafel) verwendet, benutzt man bei der Zentralprojektion Strahlen (Geraden) durch einen festen Punkt {\displaystyle O}, den Augpunkt. Die Zentralprojektion erzeugt Bilder, wie sie auch beim Sehen mit einem Auge im Augpunkt entstehen. Während bei der Parallelprojektion parallele Geraden auf ebensolche abgebildet werden, werden bei der Zentralprojektion oder Zentralperspektive parallele Geraden, die nicht parallel zur Bildtafel verlaufen, auf Geraden abgebildet, die sich in einem Punkt, dem Fluchtpunkt, schneiden. Die Zentralprojektion entspricht der Abbildung der Umwelt durch das menschliche Auge und ergibt somit einen natürlichen und somit gewohnteneren Bildeindruck als die Parallelprojektion (s. die Abbildung einer Häuserreihe). Beide Projektionen werden in Technik und Architektur, in der Kartografie, in der Malerei und beim Zeichnen angewendet und können als Computergrafik erstellt werden.

## Bezeichnungen

Zentralprojektion: Bezeichnungen

Flucht- und Spurpunkte von Geraden

Haus mit zwei Fluchtpunkten bzw. einem Fluchtpunkt

Beispiel mit Sehkreis

Variation von Bildtafel und Augpunkt

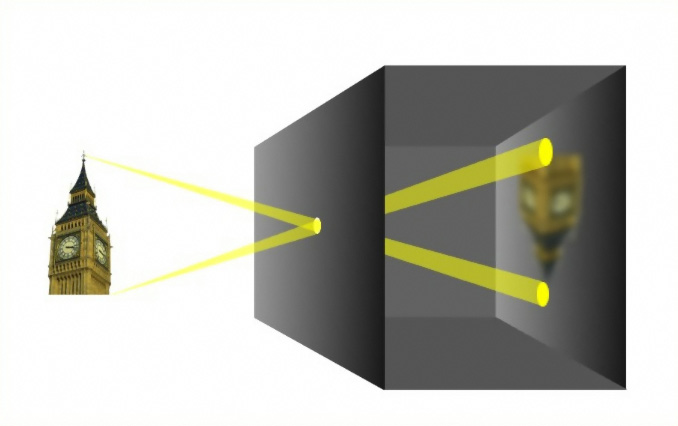
Funktionsweise einer Lochkamera

Den Augpunkt, das Zentrum der Projektionsstrahlen einer Zentralprojektion, bezeichnet man üblicherweise mit {\displaystyle O}, womit eine Beziehung zum Auge (lat.: oculus = Auge) hergestellt wird. Den Lotfußpunkt vom Augpunkt auf die Bildtafel nennt man Hauptpunkt, da er bei der Herstellung einer Zentralprojektion und beim anschließenden Betrachten eine wichtige Rolle spielt. Der Hauptpunkt ist sozusagen der Mittelpunkt des Bildes. Der Abstand des Augpunktes von der Bildtafel heißt Distanz (der aktuellen Zentralprojektion). Ist der Hauptpunkt im Bild gekennzeichnet und die Distanz bekannt, so weiß man, wo man beim Betrachten des Bildes das Auge positionieren muss, um einen perfekten Eindruck zu erhalten. Der Fluchtpunkt eines parallelen Geradenbüschels, das nicht zur Bildtafel parallel ist, ist der gemeinsame Schnittpunkt der zugehörigen Bildgeraden und ist immer der Schnittpunkt mit der Bildtafel (Spurpunkt) derjenigen Gerade des Büschels, die den Augpunkt enthält (s. Bild). Geraden, die zur Bildtafel parallel sind, haben also keine Fluchtpunkte oder man sagt, der zugehörige Fluchtpunkt liegt im „Unendlichen“. Eine Gerade, die senkrecht zur Bildtafel verläuft nennt man Tiefenlinie. Der Fluchtpunkt aller Tiefenlinien ist der Hauptpunkt. Bei vielen Objekten spielen horizontale Geraden und damit deren Fluchtpunkte eine wichtige Rolle. Die Fluchtpunkte aller horizontalen Richtungen bilden zusammen den Horizont h, eine horizontale Gerade. Falls die Bildtafel senkrecht steht, liegt der Hauptpunkt immer auf dem Horizont. Quaderförmige Objekte haben a) drei natürliche Fluchtpunkte, wenn keine der Kanten parallel zur Bildtafel ist (s. Bild des Würfels im ersten Bild), b) zwei Fluchtpunkte, wenn eine Kante parallel zur Bildtafel ist (s. 1. Haus), c) einen Fluchtpunkt, wenn zwei Richtungen parallel zur Bildtafel verlaufen (s. 2. Haus). Den letzten Fall nennt man Frontalperspektive. Meistens werden Zentralprojektionen von Objekten mit Hilfe von Auf- und Grundrissen hergestellt. Die Grundrissebene wird in Anlehnung an das Fotografieren als die Standebene (des Betrachters) bezeichnet. Die Schnittgerade (Spurgerade) s der Grundrissebene (Standebene) mit der Bildtafel wird oft aus technischen Gründen mit in das Bild eingezeichnet und Standlinie genannt. Standlinie und Horizont sind immer parallel zueinander. Mit Hilfe von Strahlen durch den Augpunkt {\displaystyle O} lassen sich alle Punkte des Raumes außer den Punkten in der zur Bildtafel parallelen Ebene {\displaystyle \pi _{v}} durch den Augpunkt abbilden. Die Punkte dieser Ebene nennt man Verschwindungspunkte und die Ebene {\displaystyle \pi _{v}} Verschwindungsebene. Beim Betrachten einer Zentralprojektion hat man oft den Eindruck, dass Randbereiche verzerrt erscheinen. Dies liegt immer daran, dass man sein Auge nicht im Augpunkt positioniert hat. Den Bereich des Bildes, den man nämlich bei Positionierung des Auges im Augpunkt und Fixierung des Hauptpunktes noch überblicken kann, ist erfahrungsgemäß kegelförmig eingeschränkt. Den Schnitt dieses Sehkegels mit der Bildtafel ist der Sehkreis (s. Bild einer Brücke). Sein Radius beträgt ungefähr 0.58*Distanz. Dies entspricht einem halben Öffnungswinkel des Sehkegels von 30°.
In der darstellenden Geometrie bildet man immer Objekte „vor“ der Verschwindungsebene {\displaystyle \pi _{v}} ab, d. h. Objekt und Bildtafel befinden sich auf derselben Seite der Verschwindungsebene. Bei der Fotografie liegen Objekt und Bild immer auf verschiedenen Seiten von {\displaystyle \pi _{v}}. Dadurch stehen fotografische Bilder in der Kamera immer „auf dem Kopf“, was auf das Betrachten später keinen Einfluss hat, da man das Bild dann einfach „richtig herum“ hält.
Der Vorteil einer Zentralprojektion ist, dass sie sehr anschauliche Bilder liefert, nämlich Bilder, die das Sehen (mit einem Auge) oder das Fotografieren nachahmen. Allerdings lassen sich Längen aus einer Zentralprojektion oder auch nur Verhältnisse von Längen nicht ablesen. Denn im Gegensatz zur Parallelprojektion, die verhältnistreu ist, bleibt bei einer Zentralprojektion nur das Doppelverhältnis (Verhältnis von Verhältnissen) invariant.
Die Zentralprojektion stellt Objekte im Randbereich zu groß dar. So werden die Felder eines Schachbretts, welches zur Bildtafel parallel liegt, alle gleich groß und quadratisch abgebildet. Tatsächlich sind die weiter vom Hauptpunkt entfernt liegenden Felder auch weiter vom Betrachter entfernt und müssten auf der Bildtafel kleiner dargestellt werden, um eine natürliche Abbildung zu erhalten. In der Tat wird dieser Effekt bei Abbildungen mit Fischaugenobjektiven sichtbar. Der menschliche Sehapparat korrigiert jedoch die entstehenden verkrümmten Kanten bei der Betrachtung großer, naher Objekte, so dass die Fischaugenperspektive gerade nicht natürlich erscheint.
Viele Weitwinkelobjektive nähern sich daher der Zentralperspektive an, indem sie randnahe Bildpartien vergrößert darstellen, so dass die parallel zur Bildtafel liegenden Geraden auch möglichst gerade abgebildet werden. Dies führt zwar zu gewissen Verzerrungen in den Bildecken, die aber in der Architekturfotografie nicht als störend empfunden werden und bei Landschaftsaufnahmen eine gewisse, gegebenenfalls erwünschte Dramatik hervorrufen, während die Abbildung von Personengruppen mit einem Weitwinkelobjektiv häufig zu unbefriedigenden Ergebnissen führt. Video-Aufnahmen mit Weitwinkel führen bei Schwenks zu unnatürlichem „Fließen“ der in die Randbereiche geratenden Objekte. Die beschriebenen Zusammenhänge fallen bei Brennweiten mit Sehkegeln weiter als dem menschlichen auf.

## Zur Bedeutung von Hauptpunkt, Distanz und Augpunkt
Das Bild mit Variationen eines Hauses zeigt die Bedeutung der wesentlichen Parameter Hauptpunkt, Distanz und Augpunkt. Hält man den Augpunkt {\displaystyle O} fest und schiebt die Bildtafel auf den Augpunkt zu, d. h. man verkürzt die Distanz, so wird das Bild lediglich verkleinert auf ein zum ersten Bild ähnliches Bild. Winkel bleiben dabei erhalten. Hält man dagegen die Bildtafel fest und schiebt den Augpunkt {\displaystyle O} auf den Hauptpunkt zu, d. h. auch hier wird die Distanz verkürzt, so entsteht ein Bild mit einer neuen Bildwirkung. Das Bild ist nicht mehr ähnlich zum ersten Bild. Entsprechende Winkel sind nicht mehr gleich. Eine Verschiebung des Hauptpunktes entlang der Gerade {\displaystyle OH} bewirkt lediglich eine Verkleinerung oder Vergrößerung des Bildes. Eine Verschiebung des Augpunktes entlang {\displaystyle OH} bewirkt eine wesentliche Veränderung des Bildes.

## Konstruktion der Zentralprojektion eines Objektes
Die Konstruktion einer Zentralprojektion eines Objektes ist deutlich aufwendiger als eine Parallelprojektion. Hierzu gibt es ein dem Einschneideverfahren für Parallelprojektionen ähnliches Verfahren: die Architektenanordnung. Wie beim Einschneideverfahren müssen Grund- und Aufriss besonders positioniert werden. Für die Konstruktion des Bildes werden nur Punkte verbunden und Geraden geschnitten. Parallelen spielen bei der Parallelprojektion eine wichtige erleichternde Rolle. Auch bei Zentralprojektion sind sie durch ihre Fluchtpunkte eine große Hilfe. Eine weitere relativ einfache Methode ist die Frontalperspektive. Sie ähnelt der Kavaliersperspektive für eine Parallelprojektion (s. Axonometrie). Bei der Frontalperspektive ist die Bildtafel zu einer wesentlichen Ebene des Objekts, z. B. einer Hausfront, parallel oder die Bildtafel und diese wesentliche Ebene sind identisch. Letzteres hat den großen Vorteil, dass man einfach den Aufriss des Objektes zur Frontalperspektive ausbauen kann. Ein weiterer wichtiger Vorteil einer Frontalperspektive ist, dass Kreise in der wesentlichen Ebene wieder auf Kreise abgebildet werden (s. Beispiel in Frontalperspektive). Allerdings gibt es auch einen Nachteil: Die Frontebene des Objektes wird stark betont. Bei einer Zentralprojektion mit zwei wesentlichen Fluchtpunkten ist dies meistens nicht der Fall.

## Projektionsformeln

Zu den Projektionsformeln: Basis der Bildtafel

Zur analytischen Beschreibung der Zentralprojektion wählen wir in der Bildtafel
- den Hauptpunkt {\displaystyle H:{\mathbf {h} }} als Koordinatenursprung eines neuen Koordinatensystems und
- den Normaleneinheitsvektor der Bildtafel {\displaystyle \mathbf {n} _{0}}, der von {\displaystyle H} zum Augpunkt {\displaystyle O} zeigt.

Mit der Distanz {\displaystyle d} gilt: {\displaystyle O:{\mathbf {h} }+d{\mathbf {n} }_{0}}.
- Wir ergänzen {\displaystyle {\mathbf {n} }_{0}} durch Einheitsvektoren {\displaystyle {\mathbf {e} }_{1},{\mathbf {e} }_{2}} so, dass

a) {\displaystyle {\mathbf {e} }_{1}} horizontal ist und b) {\displaystyle \{{\mathbf {e} }_{1},{\mathbf {e} }_{2},{\mathbf {n} }_{0}\}} ein Orthonormalsystem bilden (s. Bild).
Die Zentralprojektion eines Objektpunktes {\displaystyle P} wird in zwei Schritten durchgeführt:
1. Koordinatentransformation des Punktes {\displaystyle P:{\mathbf {p} }=(x,y,z)} in das System {\displaystyle (H;{\mathbf {e} }_{1},{\mathbf {e} }_{2},{\mathbf {n} }_{0})} mit dem Nullpunkt {\displaystyle H} und der Basis {\displaystyle \{{\mathbf {e} }_{1},{\mathbf {e} }_{2},{\mathbf {n} }_{0}\}}:
{\displaystyle {\mathbf {p} }=(x,y,z)\to {\bar {\mathbf {p} }}=({\bar {x}},{\bar {y}},{\bar {z}})} mit
{\displaystyle {\bar {x}}=({\mathbf {p} }-{\mathbf {h} })\cdot {\mathbf {e} }_{1},\quad {\bar {y}}=({\mathbf {p} }-{\mathbf {h} })\cdot {\mathbf {e} }_{2},\quad {\bar {z}}=({\mathbf {p} }-{\mathbf {h} })\cdot {\mathbf {n} }_{0},}
2. Zentralprojektion in dem System {\displaystyle (H;{\mathbf {e} }_{1},{\mathbf {e} }_{2},{\mathbf {n} }_{0})} auf die {\displaystyle {\bar {x}}-{\bar {y}}}- Ebene:
{\displaystyle {\bar {\mathbf {p} }}=({\bar {x}},{\bar {y}},{\bar {z}})\to \left({\frac {\bar {x}}{1-{\bar {z}}/d}},{\frac {\bar {y}}{1-{\bar {z}}/d}}\right)}

Eine anschauliche Beschreibung des Normalenvektors {\displaystyle {\mathbf {n} }_{0}} erhält man, wenn man die Winkelkoordinaten {\displaystyle u,v} der Kugelkoordinaten verwendet. Der Winkel {\displaystyle u} beschreibt (im Bogenmaß) die geographische Länge und {\displaystyle v} die geographische Breite:
{\displaystyle {\mathbf {n} }_{0}=(\cos u\cos v,\sin u\cos v,\sin v),\quad u\in [0,2\pi ],v\in \left[{\frac {-\pi }{2}},{\frac {\pi }{2}}\right]}
Für die Vektoren {\displaystyle {\mathbf {e} }_{1},{\mathbf {e} }_{2}} erhält man dann:
{\displaystyle {\mathbf {e} }_{1}=(-\sin u,\cos u,0),\quad {\mathbf {e} }_{2}:=(-\cos u\sin v,-\sin u\sin v,\cos v)}.
Um eine konkrete Zentralprojektion festzulegen, müssen
a) der Hauptpunkt {\displaystyle H}, b) die Distanz {\displaystyle d} und c) die zwei Winkel {\displaystyle u,v} angegeben werden.
Insgesamt sind also 6 Zahlen nötig.
Bemerkung: Für {\displaystyle d\to \infty } erhält man die Formeln für die senkrechte Parallelprojektion. Da der Hauptpunkt hier keine Rolle mehr spielt, kann man {\displaystyle H:(0,0,0)} setzen. Man erkennt, dass eine senkrechte Parallelprojektion durch eine lineare Abbildung beschrieben wird. Dies gilt nicht für eine Zentralprojektion. Allerdings: Unter Verwendung homogener Koordinaten, wie in Computer Vision üblich, kann man auch eine Zentralprojektion als lineare Abbildung darstellen (s. Projektionsmatrix (Computer Vision)).
Bemerkung: Bei der Auswertung von Messbildern in der Photogrammetrie kommen andere Parameter zum Einsatz, s. Orientierung.

## Anwendungen der Zentralprojektion

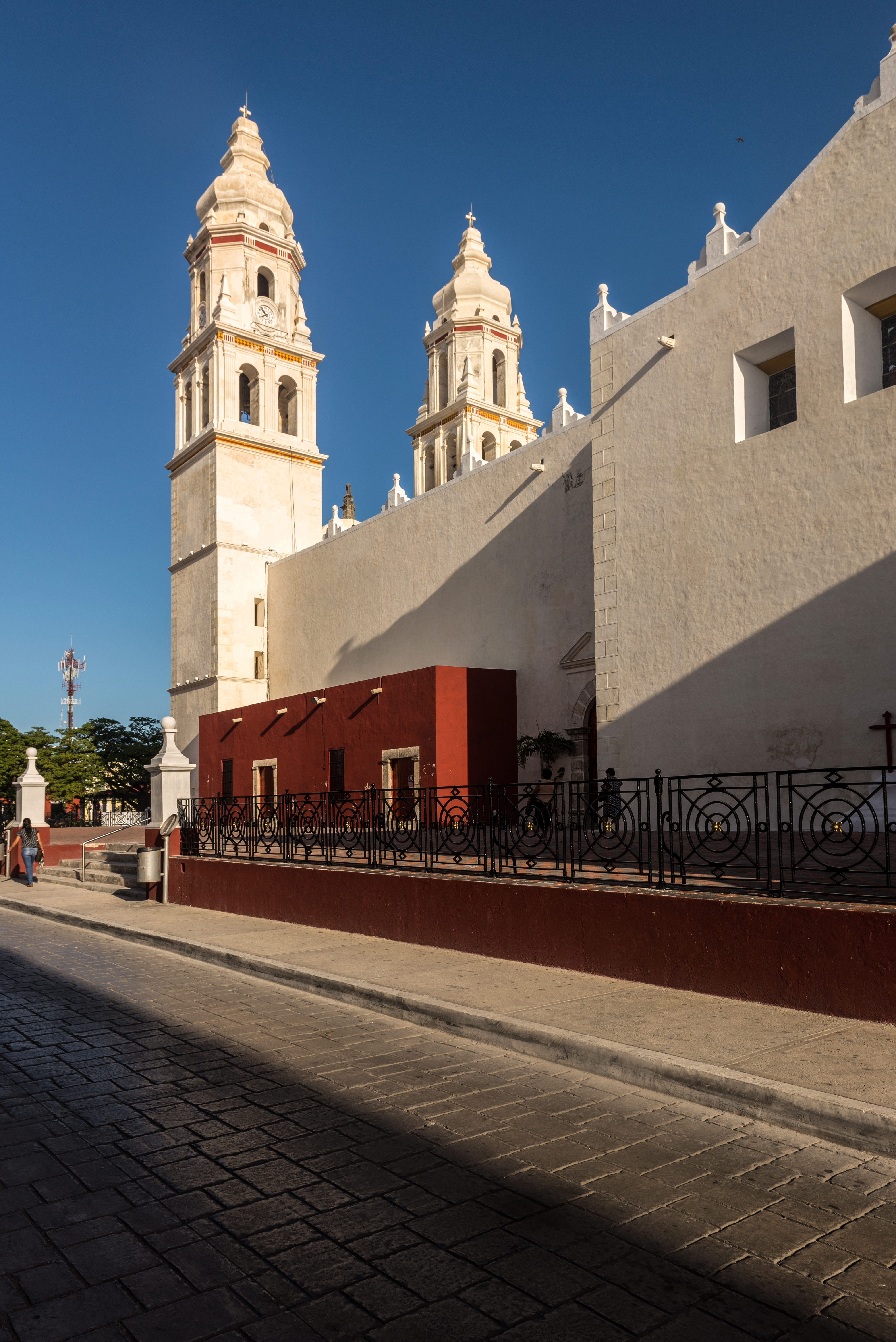
Klar erkennbare Fluchtlinien der Zentralprojektion

Typische Anwendungen der Zentralprojektion finden sich:
- in der darstellenden Geometrie
- in der Architektur bei der perspektivischen zeichnerischen Darstellung von Objekten,
- in Malerei und Zeichnen
- in der Computergrafik und im Computer Vision
- in der Fotografie z. B. bei der Rekonstruktion von Gebäuden aus Fotografien
- in der Photogrammetrie z. B. bei der Auswertung und Ausmessung von (Luft-)Bildern, beim Entzerren von Schrägaufnahmen,
- in der Kartografie (dort azimutale Projektion genannt), für Kartennetzentwürfe (gnomonische Projektion; stereografische Projektion),
- in der Gnomonik, der Lehre von der Sonnenuhr, zur Abbildung der Sonne auf ein Zifferblatt.